# Каскиново (Башкортостан)
Каскиново (баш. Ҡасҡын) — деревня в Кугарчинском районе Республики Башкортостан Российской Федерации. Входит в состав Санзяповского сельсовета.

## География

### Географическое положение
Расстояние до:
- районного центра (Мраково): 43 км,
- центра сельсовета (Верхнесанзяпово): 3 км,
- ближайшей ж/д станции (Тюльган): 25 км.

## Население
| 2002 | 2009 | 2010 |
| ---- | ---- | ---- |
| 196  | ↘179 | ↘164 |

### Национальный состав
Согласно переписи 2002 года, преобладающая национальность — башкиры (91 %).